# 脱氧核糖核酸外切酶
去氧核糖核酸外切酶（英語：exodeoxyribonuclease，或稱外切去氧核糖核酸酶）是一類可參與切割DNA分子的酶，屬於EC3.1.11。是一種酯酶。它会产生5'-磷酸盐作为反应副产品。

## 外部連結
- 醫學主題詞表（MeSH）：Exodeoxyribonucleases